# Стюарт, Тони (автогонщик)
Энтони Уэйн «Тони» Стюарт (англ. Anthony Wayne "Tony" Stewart; род. 20 мая 1971, Колумбус, Индиана, США) — американский автогонщик, трёхкратный чемпион NASCAR Sprint Cup Series. Выступает под номером 14 за команду Stewart Haas Racing, является её совладельцем.

## Обзор карьеры
Начинал спортивную карьеру в картинге. В 1991—1995 годах выступал в первенствах United States Auto Club, в 1994 году выиграл миджет-серию, а на следующий год — три разных первенства клуба. В ноябре 1995 года дебютировал в «младшем дивизионе» NASCAR (NASCAR Busch Grand National Series; ныне NASCAR Xfinity Series), на этапе в Хомстеде (Флорида).
В 1996—1998 годах выступал в гоночной серии Indy Racing League (IRL) за Team Menard. Сезон 1996 — первый для IRL, созданной в качестве альтернативы CART — состоял всего из трёх гонок; на первой из них (в Бей-Лейке, Флорида) Стюарт стал вторым. На Инди-500 1996 года он стал вторым в квалификации (и стартовал с поула — после гибели Брейтона в тестовом заезде), некоторое время лидировал, сошёл по техническим причинам; получил приз новичку года в Инди-500. В следующем сезоне IRL, длившемся с августа 1996 по октябрь 1997, Стюарт выиграл гонку близ Колорадо-Спрингс и общий зачёт по сумме очков. В сезоне IRL 1998 года Стюарт выиграл две гонки (во Флориде и Нью-Гэмпшире) из 11-ти, в общем зачёте стал третьим. Затем Тони покинул IRL, получив постоянное место в NASCAR. Тем не менее, в 1999 и 2001 годах он принимал участие в Инди-500, оба раза попав в итоговую десятку (однако, 5-е место 1997 года осталось его лучшим результатом в этой гонке).
Наряду с IRL, в 1996—1998 годах он выступал и в NASCAR Busch Series. В 1997 году стал третьим на гонке в Конкорде (Северная Каролина), а в следующем сезоне, выступая за команду Joe Gibbs Racing, уже четырежды попадал в первую тройку. На сезон 1999 года он был приглашён в собственно NASCAR в ту же Joe Gibbs Racing; первая гонка в NASCAR — Дейтона-500 1999 года.
В дебютном сезоне Стюарт заявил о себе как об одном из сильнейших гонщиков NASCAR: более чем в половине гонок попадал в топ-10, одержал три победы (первую — в Ричмонде, затем — под Финиксом и в Хомстеде), стал 4-м в общем зачёте и был признан лучшим новичком сезона. В 2000 году одержал шесть побед на этапах (лучший результат сезона), однако из-за нескольких сходов и других неудач стал лишь шестым по сумме очков. Два титула чемпиона NASCAR — в 2002 и 2005 годах — Стюарт выиграл, выступая за Joe Gibbs Racing. Перед сезоном-2009 он перешёл в команду Haas, также став её совладельцем (команда сменила название с Haas CNC Racing на Stewart-Haas Racing), а в 2011 году выиграл третий чемпионский титул (набрал равную сумму очков с Карлом Эдвардсом, обошёл его по доп. показателю — числу побед: 5 против 1). С 1999 по 2012 год Стюарт по итогам сезонов попадал в первую десятку общего зачёта (кроме сезона-2006, когда стал 11-м в общем зачёте). В 2013 году Стюарт пропустил почти половину сезона, получив в августе травму ноги на гонке т. н. спринт-каров; в общем зачёте сезона он занял 29-е место. После этой травмы прервалась его серия из более чем 500 стартов в «высшем дивизионе» NASCAR подряд (Уоткинс-Глен 2013 стал первой гонкой NASCAR, в которой Стюарт — с момента своего дебюта в 1999 году — не принял участие). В сезоне-2014 Тони не смог выйти на свой прежний уровень (25-е место в общем зачёте; впервые провёл сезон в NASCAR Sprint Cup Series без побед).